# Services déconcentrés de la direction générale des Finances publiques

Logo de la DGFiP

En France, la direction générale des Finances publiques (DGFiP) dispose de services déconcentrés pour exercer ses fonctions au niveau local. Cet ensemble de services déconcentrés comprend les directions régionales des Finances publiques (DRFiP), les directions départementales des Finances publiques (DDFiP) et les directions locales des Finances publiques (DLFiP).

## Histoire et textes
Les directions départementales, régionales et locales des finances publiques remplacent depuis 2009 les directions des services fiscaux et les trésoreries générales et sont régis par le décret no 2009-707 du 16 juin 2009, dans le cadre de la fusion de la direction générale des impôts et de la direction générale de la comptabilité publique.

## Organisation
Dans chaque département, il existe une direction départementale.
Dans chaque département dont le chef-lieu est aussi celui d'une région, il existe une direction régionale qui assure les missions d'une DDFiP et en outre des missions d'intérêt régional.
Les directions locales des Finances publiques exercent, dans les collectivités d'outre-mer et en Nouvelle-Calédonie, les attributions confiées ailleurs aux DDFiP et aux DRFiP.
Il existe en outre des directions spécialisées des finances publiques.
Il existe 101 DDFiP/DLFiP, soit une pour les 96 départements de métropole et pour les 5 d'Outre-Mer. Il existe également une DDFiP en Polynésie française, à Wallis-et-Futuna, en Nouvelle-Calédonie et à Saint-Pierre-et-Miquelon ; mais qui ne s'occupent que de la gestion publique, ces territoires étant autonomes sur le plan fiscal. Les TAAF sont gérées par la direction des impôts des non-résidents (DINR), et Saint-Martin et Saint-Barthélemy sont complètement autonomes sur le plan fiscal et sur la gestion publique. Les DRFiP/DDFiP regroupent 85 % des emplois de la DGFiP (5 % pour l'ensemble des services à compétences interdépartementales (DISI, DIRCOFI), 7 % pour l'ensemble des directions à compétence nationale, et 3 % à Bercy).

## Missions

### Direction départementale des finances publiques
Les directions départementales des finances publiques exercent les trois grands domaines de mission suivants :
- mission fiscales : assiette, contrôle et recouvrement des impôts, cotisations et taxes de toute nature, tenue du cadastre et de la publicité foncière,
- mission gestion publique : contrôle et paiement des dépenses publiques, production des comptes de l’État, gestion financière et comptable des collectivités locales et de leurs établissements, vérification de l’utilisation des fonds publics, opérations de trésorerie de l’État, gestion des dépôts de fonds et activité de préposé de la Caisse des dépôts et consignations, gestion domaniale, action économique et financière,
- missions transverses : ressources humaines, formation professionnelle, budget et logistique.

### Direction régionale des finances publiques

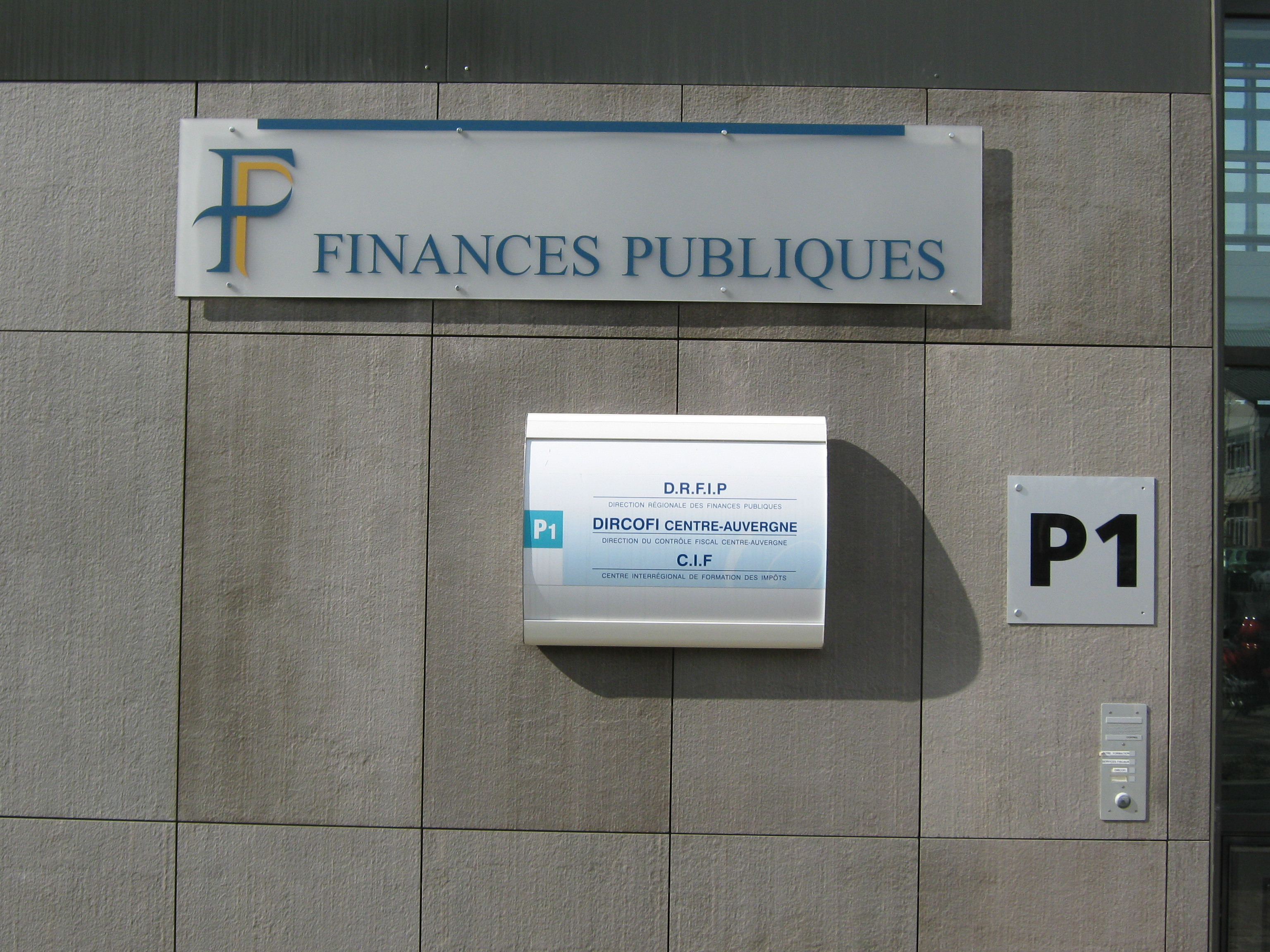
Façade du bâtiment qui, à Orléans, abrite la direction régionale des finances publiques du Centre ainsi que la direction de contrôle fiscal Centre - Auvergne et le centre interrégional de formation des impôts

La direction régionale des finances publiques assure, dans le département contenant le chef-lieu de région, les missions d'une direction départementale. En plus de ces missions, elle exerce des missions spécifiques au niveau régional (contrôle budgétaire régional, expertise économique et financière des investissements publics, autorité de certification, tutelle sur les ordres régionaux des experts-comptables, politique immobilière de l'État).

### Direction locale des finances publiques
Les directions locales des finances publiques (Polynésie française, Nouvelle-Calédonie, Saint-Pierre-et-Miquelon, Wallis-et-Futuna) assurent dans les collectivités d’outre-mer et en Nouvelle-Calédonie la mise en œuvre des missions de la DGFiP sous réserve des compétences dévolues à ces collectivités (autonomie fiscale) et à la Nouvelle-Calédonie. Les trésoreries générales de la Nouvelle-Calédonie, de la Polynésie française et de Saint-Pierre-et-Miquelon ont été transformées en directions locales par arrêté du 14 février 2012 portant création de directions locales des finances publiques. La direction locale des finances publiques des îles Wallis et Futuna a été créée, par transformation de la paierie des îles Wallis et Futuna, par arrêté du 19 novembre 2012.

### Organisation de chaque direction
Chaque direction déconcentrée des finances publiques est dirigée par un administrateur général des finances publiques. Il est assisté d'un ou de plusieurs administrateurs des finances publiques et d'administrateurs des finances publiques adjoints pour piloter :
- Les services de directions proprement dit (gestion des ressources humaines, budgétaires, immobilières, logistiques et pilotage des services infra-départementaux) ainsi que des missions rattachées au directeur (audit, communication, contrôle interne, politique immobilière de l'Etat chargée de l'accompagnement la politique immobilière de l'Etat au sein des administrations du département...).
- Une paierie départementale chargée de la gestion du budget du département. Dans les DRFIP, une paierie régionale assure également la comptabilité de la région, de ses établissements publics et, éventuellement d'autres organismes dont le champ d'activité couvre plusieurs départements de la région ;
- le service local du Domaine (gestion et pôle d'évaluation domaniale), qui met en œuvre les prérogatives du directeur en matière de gestion du domaine public de l'Etat. Il évalue est gère les biens immobiliers. La consultation de ce service est obligatoire par les collectivités (communes, communautés) lors de toute acquisition immobilière publique d'un montant supérieur à 75000 €, ou de toute vente d'un bien public.
- Un pôle de recouvrement spécialisé (PRS) : chargé de recouvrer les impôts non acquittés spontanément. Des huissiers des finances publiques travaillent avec le PRS pour la saisie lorsque les autres méthodes d'encaissement ont échoué ;
- Des services des impôts des entreprises (SIE) : compétents en matière d’assiette et de recouvrement des impôts des professionnels (déclarations de résultats, de TVA, de CFE, de CVAE, réclamations). Les grands groupes disposent d'un interlocuteur spécifique, la Direction des grandes entreprises (DGE).
- Des services des impôts des particuliers (SIP). Compétents pour le calcul et le recouvrement des impôts dus par les contribuables personnes physiques (impôt sur le revenu, taxe d'habitation, taxe foncière, contribution à l'audiovisuel public).
- Des Pôles de Contrôle et d'Expertise (PCE) : chargés du contrôle des dossiers professionnels, soit depuis le bureau (par recoupement d'information), soit en passant un dossier aux brigades de vérifications lorsqu'une visite sur place est nécessaire.
- Des Pôles de Contrôle des Revenus et Patrimoine (PCRP ) : chargés du contrôle des dossiers des particuliers sur l'aspect revenus ou patrimonial (donations/succession/plus-values) et sur l'IFI ;
- Des trésoreries chargées du secteur public local : gestion des budgets des communes, des communautés de communes (recettes non fiscales, dépenses), et des établissements publics (régie des eaux, cantines, écoles...) ;
- Parfois des trésorerie spécialisées Offices Publics d'Habitat : gestion des budgets des Offices Publics d'Habitat (encaissements, dépenses). Les OPH peuvent dépendre d'une trésorerie secteur public locales, mais la spécificité du domaine peut conduire à la création de ce type de poste.
- Parfois des trésoreries spécialisés Hôpitaux et établissements de santé (voir notamment : direction spécialisée de finances publiques pour l’AP-HP) : gestion des budgets des hôpitaux (encaissements, dépenses). Les hôpitaux peuvent dépendre d'une trésorerie secteur public locales, mais la spécificité du domaine (gestion des personnes dépendantes, hébergés) peut conduire à la création de ce type de poste.
- Une trésorerie amende chargée de l'encaissement des amendes non réglées (des réseaux de transport en commun locaux, SNCF, stationnement, PV, ainsi que les amendes pénales). Seules les amendes non réglées (majorées) ou issues directement du tribunal "basculent" à ce service.
- Des services de publicité foncière et de l'enregistrement (SPFE) (ex-conservations des hypothèques) chargés de la tenue du fichier immobilier (réception des actes notariés) sauf en Alsace-Moselle, où le Tribunal de Grande Instance est chargé de cette mission (principe du livre foncier). Les services de publicité foncière et d'Enregistrement sont chargés d'enregistrer les actes, relatifs aux entreprises (création, modification de gérants, cessions de parts sociales, vente de fonds de commerce) comme aux particuliers : vente immobilière, contrat, donation, succession, prêt...)
- Des Services départementaux Impôts Fonciers (SDIF) : le cadastre recense les terres et bâtiments, et le plan cadastral, identifie les propriétaires, représente les propriétés sur le plan et fixe leur valeur locative.
- Des brigades départementales de vérifications : chargé du contrôle sur place des entreprises.
- Une brigade de contrôle et de recherche : chargée de la collecte de renseignement pour lutte contre la fraude, sur le terrain et en lien avec d'autres administrations (URSSAF, Douane, police, gendarmerie ...)